# Regioni del Giappone

Mappa delle regioni e delle prefetture del Giappone. Da nord-est a sud-ovest: Hokkaidō (rosso), Tōhoku (giallo), Kantō (verde), Chūbu (ciano), Kansai (blu), Chūgoku (arancione), Shikoku (viola) e Kyūshū (grigio).

Le regioni del Giappone non sono un'unità amministrativa ufficiale, ma sono un metodo tradizionalmente usato di suddividere il territorio del Giappone in diversi contesti: per esempio mappe e testi di geografia dividono il Giappone in otto regioni, le previsioni del tempo vengono date riferite alla regione e molte società ed istituzioni usano il nome della loro regione di appartenenza come parte del loro nome (Kinki Nippon Railway, Banca Chugoku, Università di Tohoku, ecc.). Anche se il Giappone possiede otto Alte Corti (equivalenti alle nostre corti d'appello) il territorio delle loro giurisdizioni non coincide con le otto regioni elencate sotto.

## Regioni
Sono riportate le regioni tradizionali da nord-est a sud-ovest: Le regioni corrispondenti alle quattro isole maggiori e all'isola di Okinawa sono indicate in grassetto.
| Isola    | Regione  | Area     | Altre suddivisioni | Altre suddivisioni | Altre suddivisioni | Prefetture | Sottoprefetture |
| -------- | -------- | -------- | ------------------ | ------------------ | ------------------ | ---------- | --------------- |
| Hokkaidō | Hokkaidō | Hokkaidō | Dōhoku             | Dōhoku             | Dōhoku             | Hokkaidō   | Sōya            |
| Hokkaidō | Hokkaidō | Hokkaidō | Dōhoku             | Dōhoku             | Dōhoku             | Hokkaidō   | Rumoi           |
| Hokkaidō | Hokkaidō | Hokkaidō | Dōhoku             | Dōhoku             | Dōhoku             | Hokkaidō   | Kamikawa        |
| Hokkaidō | Hokkaidō | Hokkaidō | Dōtō               | Dōtō               | Dōtō               | Hokkaidō   | Okhotsk         |
| Hokkaidō | Hokkaidō | Hokkaidō | Dōtō               | Dōtō               | Dōtō               | Hokkaidō   | Nemuro          |
| Hokkaidō | Hokkaidō | Hokkaidō | Dōtō               | Dōtō               | Dōtō               | Hokkaidō   | Kushiro         |
| Hokkaidō | Hokkaidō | Hokkaidō | Dōtō               | Dōtō               | Dōtō               | Hokkaidō   | Tokachi         |
| Hokkaidō | Hokkaidō | Hokkaidō | Dōō                | Dōō                | Dōō                | Hokkaidō   | Sorachi         |
| Hokkaidō | Hokkaidō | Hokkaidō | Dōō                | Dōō                | Dōō                | Hokkaidō   | Ishikari        |
| Hokkaidō | Hokkaidō | Hokkaidō | Dōō                | Dōō                | Dōō                | Hokkaidō   | Shiribeshi      |
| Hokkaidō | Hokkaidō | Hokkaidō | Dōō                | Dōō                | Dōō                | Hokkaidō   | Iburi           |
| Hokkaidō | Hokkaidō | Hokkaidō | Dōō                | Dōō                | Dōō                | Hokkaidō   | Hidaka          |
| Hokkaidō | Hokkaidō | Hokkaidō | Dōnan              | Dōnan              | Dōnan              | Hokkaidō   | Oshima          |
| Hokkaidō | Hokkaidō | Hokkaidō | Dōnan              | Dōnan              | Dōnan              | Hokkaidō   | Hiyama          |
| Honshū   | Tōhoku   | Tōhoku   | Kita Tōhoku        | Kita Tōhoku        | Kita Tōhoku        | Aomori     | Aomori          |
| Honshū   | Tōhoku   | Tōhoku   | Kita Tōhoku        | Kita Tōhoku        | Kita Tōhoku        | Iwate      |                 |
| Honshū   | Tōhoku   | Tōhoku   | Kita Tōhoku        | Kita Tōhoku        | Kita Tōhoku        | Akita      |                 |
| Honshū   | Tōhoku   | Tōhoku   | Minami Tōhoku      | Minami Tōhoku      | Minami Tōhoku      | Miyagi     | Miyagi          |
| Honshū   | Tōhoku   | Tōhoku   | Minami Tōhoku      | Minami Tōhoku      | Minami Tōhoku      | Yamagata   | Murayama        |
| Honshū   | Tōhoku   | Tōhoku   | Minami Tōhoku      | Minami Tōhoku      | Minami Tōhoku      | Yamagata   | Mogami          |
| Honshū   | Tōhoku   | Tōhoku   | Minami Tōhoku      | Minami Tōhoku      | Minami Tōhoku      | Yamagata   | Okitama         |
| Honshū   | Tōhoku   | Tōhoku   | Minami Tōhoku      | Minami Tōhoku      | Minami Tōhoku      | Yamagata   | Shōnai          |
| Honshū   | Tōhoku   | Tōhoku   | Minami Tōhoku      | Minami Tōhoku      | Minami Tōhoku      | Fukushima  |                 |
| Honshū   | Kantō    | Shuto    | Kita Kantō         | Kita Kantō         | Kita Kantō         | Ibaraki    |                 |
| Honshū   | Kantō    | Shuto    | Kita Kantō         | Kita Kantō         | Kita Kantō         | Tochigi    |                 |
| Honshū   | Kantō    | Shuto    | Kita Kantō         | Kita Kantō         | Kita Kantō         | Gunma      |                 |
| Honshū   | Kantō    | Shuto    | Minami Kantō       | Kita Kantō         | Kita Kantō         | Saitama    |                 |
| Honshū   | Kantō    | Shuto    | Minami Kantō       | Minami Kantō       |                    | Chiba      |                 |
| Honshū   | Kantō    | Shuto    | Minami Kantō       | Minami Kantō       | Kanagawa           |            |                 |
| Honshū   | Kantō    | Shuto    | Minami Kantō       | Minami Kantō       | Tōkyō              | Tōkyō      |                 |
| Honshū   | Kantō    | Shuto    | Minami Kantō       | Minami Kantō       | Tōkyō              | Nanpō      | Ōshima          |
| Honshū   | Kantō    | Shuto    | Minami Kantō       | Minami Kantō       | Tōkyō              | Nanpō      | Miyake          |
| Honshū   | Kantō    | Shuto    | Minami Kantō       | Minami Kantō       | Tōkyō              | Nanpō      | Hachijō         |
| Honshū   | Kantō    | Shuto    | Minami Kantō       | Minami Kantō       | Tōkyō              | Nanpō      | Ogasawara       |
| Honshū   | Chūbu    | Shuto    | Kōshin'etsu        |                    |                    | Yamanashi  | Yamanashi       |
| Honshū   | Chūbu    | Chōbu    | Kōshin'etsu        | Hokushin'etsu      | Nagano             | Nagano     |                 |
| Honshū   | Chūbu    | Tōhoku   | Kōshin'etsu        | Hokushin'etsu      | Hokuriku           | Niigata    | Niigata         |
| Honshū   | Chūbu    | Chūbu    | Hokuriku           | Hokushin'etsu      | Hokuriku           | Toyama     | Toyama          |
| Honshū   | Chūbu    | Chūbu    | Hokuriku           | Hokushin'etsu      | Hokuriku           | Ishikawa   |                 |
| Honshū   | Chūbu    | Chūbu    | Hokuriku           | Hokushin'etsu      | Hokuriku           | Fukui      |                 |
| Honshū   | Chūbu    | Chūbu    | Tōkai              | Tōkai              |                    | Shizuoka   | Shizuoka        |
| Honshū   | Chūbu    | Chūbu    | Tōkai              | Tōkai              | Chūkyō             | Aichi      | Aichi           |
| Honshū   | Chūbu    | Chūbu    | Tōkai              | Tōkai              | Chūkyō             | Gifu       |                 |
| Honshū   | Kansai   | Chūbu    | Tōkai              | Tōkai              | Chūkyō             | Mie        | Mie             |
| Honshū   | Kansai   | Kansai   |                    |                    |                    | Shiga      | Shiga           |
| Honshū   | Kansai   | Kansai   | Kyōto              |                    |                    |            |                 |
| Honshū   | Kansai   | Kansai   | Ōsaka              |                    |                    |            |                 |
| Honshū   | Kansai   | Kansai   | Hyōgo              |                    |                    |            |                 |
| Honshū   | Kansai   | Kansai   | Nara               |                    |                    |            |                 |
| Honshū   | Kansai   | Kansai   | Wakayama           |                    |                    |            |                 |
| Honshū   | Chūgoku  | Chūgoku  | Chūgoku e Shikoku  |                    | San'in             | Tottori    | Tottori         |
| Honshū   | Chūgoku  | Chūgoku  | Chūgoku e Shikoku  | Shimane            | San'in             | Shimane    |                 |
| Honshū   | Chūgoku  | Chūgoku  | Chūgoku e Shikoku  | Shimane            | San'in             | Oki        |                 |
| Honshū   | Chūgoku  | Chūgoku  | Chūgoku e Shikoku  | Setouchi           | San'yō             | Okayama    | Okayama         |
| Honshū   | Chūgoku  | Chūgoku  | Chūgoku e Shikoku  | Setouchi           | San'yō             | Hiroshima  |                 |
| Honshū   | Chūgoku  | Chūgoku  | Chūgoku e Shikoku  | Setouchi           | San'yō             | Yamaguchi  |                 |
| Shikoku  | Shikoku  | Shikoku  | Chūgoku e Shikoku  | Setouchi           | Kita Shikoku       | Kagawa     | Kagawa          |
| Shikoku  | Shikoku  | Shikoku  | Chūgoku e Shikoku  | Setouchi           | Kita Shikoku       | Ehime      |                 |
| Shikoku  | Shikoku  | Shikoku  | Chūgoku e Shikoku  |                    | Minami Shikoku     | Tokushima  | Tokushima       |
| Shikoku  | Shikoku  | Shikoku  | Chūgoku e Shikoku  | Kōchi              | Minami Shikoku     |            |                 |
| Kyūshū   | Kyūshū   | Kyūshū   | Kita Kyūshū        | Kita Kyūshū        | Kita Kyūshū        | Fukuoka    | Fukuoka         |
| Kyūshū   | Kyūshū   | Kyūshū   | Kita Kyūshū        | Kita Kyūshū        | Kita Kyūshū        | Saga       |                 |
| Kyūshū   | Kyūshū   | Kyūshū   | Kita Kyūshū        | Kita Kyūshū        | Kita Kyūshū        | Nagasaki   |                 |
| Kyūshū   | Kyūshū   | Kyūshū   | Kita Kyūshū        | Kita Kyūshū        | Kita Kyūshū        | Kumamoto   |                 |
| Kyūshū   | Kyūshū   | Kyūshū   | Kita Kyūshū        | Kita Kyūshū        | Kita Kyūshū        | Ōita       |                 |
| Kyūshū   | Kyūshū   | Kyūshū   | Minami Kyūshū      | Minami Kyūshū      | Minami Kyūshū      | Miyazaki   | Miyazaki        |
| Kyūshū   | Kyūshū   | Kyūshū   | Minami Kyūshū      | Minami Kyūshū      | Minami Kyūshū      | Kagoshima  | Kagoshima       |
| Kyūshū   | Kyūshū   | Kyūshū   | Minami Kyūshū      | Minami Kyūshū      | Minami Kyūshū      | Kagoshima  | Kumage          |
| Kyūshū   | Kyūshū   | Kyūshū   | Minami Kyūshū      | Minami Kyūshū      | Minami Kyūshū      | Kagoshima  | Ōshima          |
| Okinawa  | Kyūshū   | Okinawa  |                    |                    |                    | Okinawa    | Okinawa         |

| Regione                    | Popolazione  | Area in km2 |
| -------------------------- | ------------ | ----------- |
| Hokkaidō                   | 5,4 milioni  | 83 000      |
| Tōhoku                     | 8,91 milioni | 67 000      |
| Kantō                      | 43,2 milioni | 32 000      |
| Chūbu                      | 21,4 milioni | 67 000      |
| Kansai (anche detta Kinki) | 22,5 milioni | 33 000      |
| Chūgoku                    | 7,4 milioni  | 32 000      |
| Shikoku                    | 3,8 milioni  | 19 000      |
| Kyūshū                     | 14,4 milioni | 44 000      |